# Глупакът (1965)
Вижте пояснителната страница за други значения на Глупакът.
„Глупакът“ (на френски: Le Corniaud) е френско-италианска криминална кинокомедия от 1965 г. на френския кинорежисьор Жерар Ури. Сценарият е на Марсел Жулиен и Жерар Ури. Главната роля на Антоан Марешал се изпълнява от френския киноартист Бурвил. В ролята на Леопол Сароян участва френския киноактьор Луи дьо Фюнес.

## Сюжет
Внимание:  Текстът по-долу разкрива сюжета на произведението (или части от него)!
Парижанинът Антоан Марешал тръгва за отпуска си в Италия със скромния си Ситроен. Но още на първото кръстовище в неговата кола се врязва луксозният Ролс-Ройс на бизнесмена Леопол Сароян. Сароян любезно поканва в своя офис Марешал като му предлага компенсация за проваления му отпуск. С луксозен Кадилак Марешал трябва да пропътува като турист разстоянието от Неапол до Бордо със солидна сума пари в джоба...

## В ролите
| Изпълнител          | Роля                         |
| ------------------- | ---------------------------- |
| Бурвил              | Антоан Марешал               |
| Луи дьо Фюнес       | Леопол Сароян                |
| Венантино Венантини | Мики                         |
| Беба Лончар         | Урсула                       |
| Алида Кели          | Джина, маникюристката        |
| Ландо Буцанка       | Лино, ревнив фризьор         |
| Джек Ари            | комисар                      |
| Анри Жене           | Мартиал, жандарм от Каркасон |